# Авгур

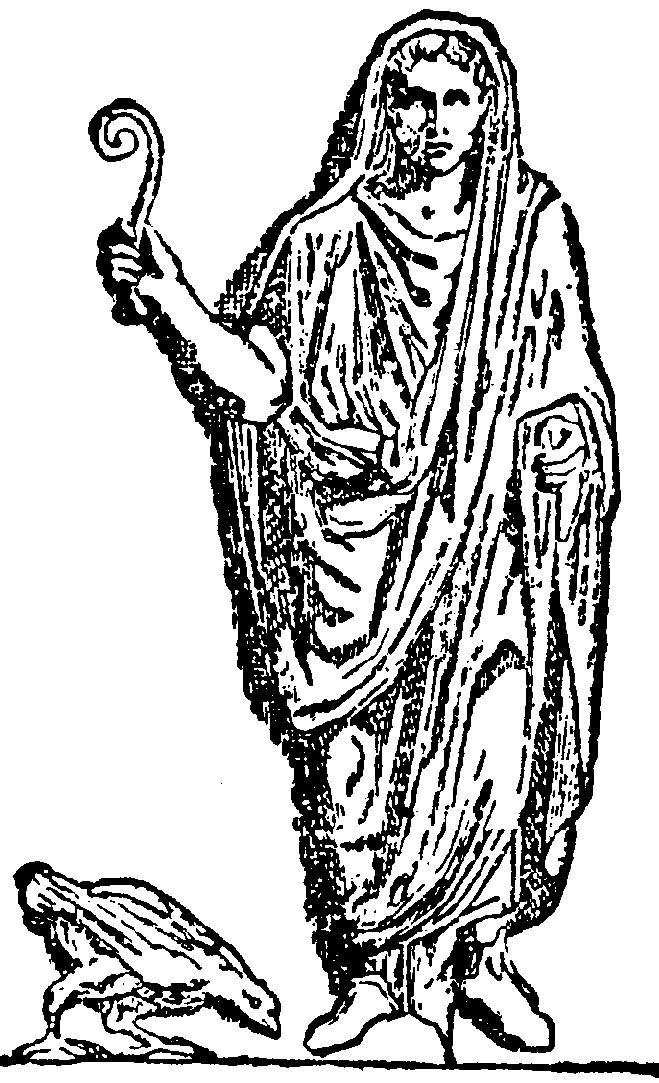
Авгур

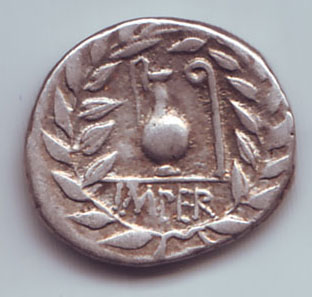
Денарий Метелла, 81 год до н. э.

Авгу́р — член почётной римской жреческой коллегии, выполнявший официальные государственные гадания для предсказания исхода тех или иных мероприятий по ряду природных признаков, поведению, полёту и крикам птиц. Понятие augurium обозначало мероприятие гадания. Отличительной одеждой авгуров была трабея, а инсигниями — жезл литуус (lituus) и специальный сосуд (capis) при жертвоприношениях. Совокупность знаний и полномочий авгуров называлась ius augur(i)um и документировалась в соответствующих книгах (libri augurales). Изображение литууса и каписа можно увидеть на денарии Кв. Цецилия Метелла Пия, отчеканненом в 81 году до н. э.
Авгуры появились уже при Ромуле. Ливий утверждает, что при Нуме Помпилии была учреждена государственная должность авгура, почётная и пожизненная.
По закону Огульния 300 года до н. э. их число было увеличено до девяти добавлением пяти плебеев. Сулла увеличил их до пятнадцати, Цезарь добавил шестнадцатого члена. Члены коллегии авгуров были самоизбирающимися (cooptati); с 154 года до н. э., по предложению народного трибуна Гнея Домиция Агенобарба, выбор из числа намеченных коллегией на эту должность трёх кандидатов был представлен римскому народу; в 103 году до н. э. этот закон был отменён Суллой, но вновь восстановлен в 63 году до н. э., a первоначально назначались царём. В 44 год до н. э. Марк Антоний вновь отменил закон, но Авл Гирций и Гай Вибий Панса вновь придали ему силу. Однако после этого авгуры стали назначаться императором. Должность авгура была пожизненной, кандидатуру выдвигали два старших члена коллегии. Самый старший член коллегии назывался магистром (magister collegii). По случаю избрания организовывался специальный банкет.
Для наблюдения примет авгуры должны были очертить templum (tescum), то есть узкое пространство, с которого должны были производиться наблюдения, и другое, более обширное, на протяжении которого надо было наблюдать приметы. Один из авгуров своим жезлом мысленно проводил две линии (одну по направлению с севера на юг — cardo, и другую, пересекающую первую с востока на запад, — decumanus) через всё поле наблюдения и затем соединял их концы четырьмя прямыми в виде прямоугольника. На этом месте, но обязательно в городской черте Рима (обычно на Капитолии, где было соответствующее место, auguraculum, а во время сбора центуриатных комиций — на Марсовом поле), разбивалась палатка (templum minus).
Авгуры решали и другие проблемы, связанные с выборами должностных лиц. Так, когда в 426 году до н. э. встал вопрос, может ли без ущерба для религии военный трибун с консульской властью назначить диктатора, в частности обратились к авгурам, развеявшим сомнения. В 175 году до н. э. авгуры ответили на вопрос, была ли допущена огрешность при жеребьёвке консулами театров военных действий. Решение авгуров могло даже помешать отправлению римского войска в поход (в 168 году до н. э. консул был вынужден следовать в Галлию только с латинскими союзниками, оставив легионы в городе, поскольку, по мнению авгуров, он по ошибке [vitio] назначил день для сбора).